# 1808 en philosophie
Chronologie de la philosophie
- 1804
- 1805
- 1806
- 1807
- 1808
- 1809
- 1810
- 1811
- 1812

L’année 1808 a été marquée, en philosophie, par les événements suivants :

## Naissances
- 24 août : Bartolomé Herrera, philosophe et homme politique péruvien, mort en 1864.
- 12 octobre : Victor Considerant, philosophe français, mort en 1893.

## Décès
- 5 mai : Pierre Jean Georges Cabanis, philosophe français, né en 1757.

- 15 juin : Antoine-Jacques Roustan, né le 23 octobre 1734 à Genève, est un pasteur et philosophe genevois, qui a entretenu une correspondance nourrie avec Jean-Jacques Rousseau. À la différence de celui-ci, il pensait qu'une république chrétienne était réalisable, la religion chrétienne étant à ses yeux compatible avec le patriotisme ou le républicanisme[1].